# 아시아계 미국인 문학상
아시아계 미국인 문학상(Asian American Literary Awards)은 1998년부터 아시아계 미국인 연수회(The Asian American Writers' Workshop)가 수여해 온 일련의 연례 상이다. 미국에 거주하는 아시아계 사람을 대상으로 문학 및 학술 심사위원단이 선정한 소설, 시 분야의 우수성에 대해 시상을 진행한다.